# Taiwanische Volleyballnationalmannschaft der Männer
Die taiwanische Volleyballnationalmannschaft der Männer ist eine Auswahl der besten taiwanischen Spieler, die die Chinese Taipei Volleyball Association bei internationalen Turnieren und Länderspielen repräsentiert. Wegen des politischen Konflikts mit der Volksrepublik China tritt die Mannschaft der Republik China offiziell unter der Bezeichnung “Chinesisch Taipeh” an.

## Geschichte

### Weltmeisterschaft
Bei der bislang einzigen Teilnahme an einer Volleyball-Weltmeisterschaft belegte Taiwan 1986 den fünfzehnten Rang.

### Olympische Spiele
Taiwan konnte sich noch nie für Olympische Spiele qualifizieren. Im Mai 2008 scheiterte die Mannschaft beim Qualifikationsturnier für Peking 2008 in Düsseldorf unter anderem an Deutschland.

### Asienmeisterschaft
Als die Taiwaner 1983 zum ersten Mal an der Asienmeisterschaft teilnahmen, wurden sie gleich Vierter. Bei den nächsten fünf Turnieren waren die Resultate wechselhaft und Taiwan schwankte zwischen Platz fünf und zehn. 1997 belegten sie erneut den vierten Rang. Nach dem siebten Platz 1999 ging es in den Jahren 2001 bis 2005 von Rang sechs hinunter auf den 13. Platz. Bei den Titelkämpfen 2007 wurde Taiwan Achter.

### World Cup
Taiwan hat noch nie im World Cup gespielt.

### Weltliga
Die Weltliga fand bisher ebenfalls ohne Beteiligung Taiwans statt.